# Mètode Feldenkrais
El mètode Feldenkrais és un tipus de teràpia d'exercici ideat per Moshé Feldenkrais (1904-1984). Es diu que el mètode reorganitza les connexions entre el cervell i el cos i, per tant, millora el moviment corporal i l'estat psicològic.
No hi ha cap bona evidència mèdica que confereixi beneficis per a la salut al mètode Feldenkrais, i no se sap si és segur o rendible, tot i que és difícil concebre riscos greus.

## Eficàcia i recepció
El 2015, el Departament de Salut del Govern d'Austràlia va publicar els resultats d'una revisió de les teràpies alternatives que pretenia determinar si alguna era adequada per a ser coberta per una assegurança mèdica; el mètode de Feldenkrais va ser una de les 17 teràpies avaluades per a les quals no es va trobar evidència clara d'efectivitat. En conseqüència, el 2017, el govern australià va classificar el Mètode Feldenkrais com una pràctica que no seria elegible per al subsidi d'assegurances, i d'aquesta forma es "garanteixi que els fons dels contribuents es gastin adequadament i no es dirigeixin a teràpies que no tinguin proves".
No se sap si el mètode de Feldenkrais és segur o rendible, encara que d'acord amb la visió general de la medicina alternativa d'Ernst i Singh "no hi ha riscos seriosos concebibles".
David Gorski ha escrit que el Mètode té similituds amb la guarició per la fe, és com un "ioga glorificat" i que "limita amb la falsedat".

## Descripció

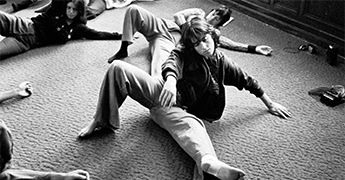
Estudiants del San Francisco Feldenkrais Practitioner Training fent una lliçó de sensibilització a través del moviment (1975).

El mètode Feldenkrais és un tipus d'exercici alternatiu que els defensors afirmen que poden reparar les connexions alterades entre l'escorça motora i el cos, de manera que es beneficia la qualitat del moviment corporal i millora el benestar. El Feldenkrais Guild of North America (Gremi de Feldenkrais d'Amèrica del Nord) afirma que el mètode de Feldenkrais permet a les persones "redescobrir la [seva] capacitat innata d'un moviment agraciat i eficient" i que "aquestes millores sovint es generalitzaran en millores en el funcionament d'altres aspectes de la [seva] vida". Els defensors afirmen que el mètode de Feldenkrais pot beneficiar a persones amb diversos problemes de salut, incloent nens amb autisme i persones amb esclerosi múltiple.
En una sessió, un practicant de Feldenkrais dirigeix l'atenció als patrons de moviment habituals que es consideren ineficients o tensos, i intenta ensenyar nous patrons utilitzant moviments suaus, lents i repetits. Es creu que la repetició lenta és necessària per impartir un nou hàbit i permetre que comenci a sentir-se normal. Aquests moviments poden ser passius (realitzats pel sanitari en el cos del receptor) o actius (realitzats pel receptor). El destinatari està completament vestit.